# 嵯峨野観光鉄道
嵯峨野観光鉄道株式会社（さがのかんこうてつどう、英: Sagano Scenic Railway Co.,Ltd.）は、西日本旅客鉄道（JR西日本）の完全子会社で、京都府京都市に本社を置き、嵯峨野観光線（トロッコ列車）の運営などを行う企業である。

## 概要
1989年（平成元年）3月に電化準備及び複線化のため新線に切り替えられて廃止されたJR西日本山陰本線嵯峨駅 - 馬堀駅間の旧線を、観光専用鉄道として利用するため、1990年（平成2年）11月に設立された企業である。1991年（平成3年）4月に開業したトロッコ嵯峨駅 - トロッコ亀岡駅間の嵯峨野観光線の運営のほか、2003年（平成15年）4月からはトロッコ嵯峨駅に隣接して建設された19世紀の科学技術や芸術を展示する「19世紀ホール」、2011年（平成23年）3月からはトロッコ嵯峨駅に設けられたジオラマ・京都・JAPANの運営も行っている。日本民営鉄道協会にJRグループおよびその関連会社として唯一加盟している。

## 歴史
- 1990年（平成2年）
  - 11月2日：鉄道事業免許申請[10]
  - 11月14日：嵯峨野観光鉄道株式会社設立[11]
  - 11月30日：鉄道事業免許交付[10]
- 1991年（平成3年）4月27日：山陰本線旧線を嵯峨野観光鉄道嵯峨野観光線としてトロッコ嵯峨駅 - トロッコ亀岡駅間が開業、トロッコ列車運転開始[5]
- 2002年（平成14年）11月：イメージキャラクター「トロッキー」登場[5]
- 2003年（平成15年）4月：トロッコ嵯峨駅前に19世紀ホールがオープン[5]
- 2011年（平成23年）3月1日：トロッコ嵯峨駅にジオラマ・京都・JAPANがオープン[5]

## 歴代社長
- 初代：長谷川一彦
  - 1971年、神戸大学大学院卒業後、日本国有鉄道に入社[12]。
  - 1990年、JR本社から嵯峨野観光鉄道の社長に異動[12]。
  - “3年もてば充分。潰れてもおかしくない！”とまで言われていたが、この逆境を乗り越え、初年度に計画の3倍に当たる69万人の観光客を集め、売上高3.8億円を記録[12]。
- 西田哲郎
- 井上敬章
- 三戸尉行

## 営業路線
- 嵯峨野観光線 トロッコ嵯峨駅 - トロッコ亀岡駅 7.3 km（第二種鉄道事業）[13]

## 保有車両
開業以来、ディーゼル機関車と客車の編成で運行している。利用客増加に伴い増備されたSK300形を除き、全て開業時に用意された車両である。
機関車
- DE10形 (1104)
  - 動力車として運用されるディーゼル機関車で、JR西日本から譲受した1104号機1両が在籍する。
  - また、予備機としてJR西日本所属の1156号機が1104号機と同塗装に変更されている。

客車
- SK100形 (1・2・11)
  - 普通車両として運用される客車で、JR西日本から譲受したトキ25000形貨車の改造車である。当初は3両在籍するうち1・2が窓なし、11が窓付きという区分があったが、その後のリニューアルによっていずれも窓付きとなったため外観上の差異はほとんどない。

- SK200形 (1)
  - 普通車両ならびに下り運転時の制御車として運用される客車で、SK100形と同じくJR西日本のトキ25000形貨車の改造車である。当初は窓なしだったが、その後のリニューアルによって窓付きとなった。

- SK300形 (1)
  - オープン車両「ザ・リッチ」として運用される客車で、唯一開業後となる1998年に導入された。他の客車と同じくJR西日本のトキ25000形貨車の改造車である。

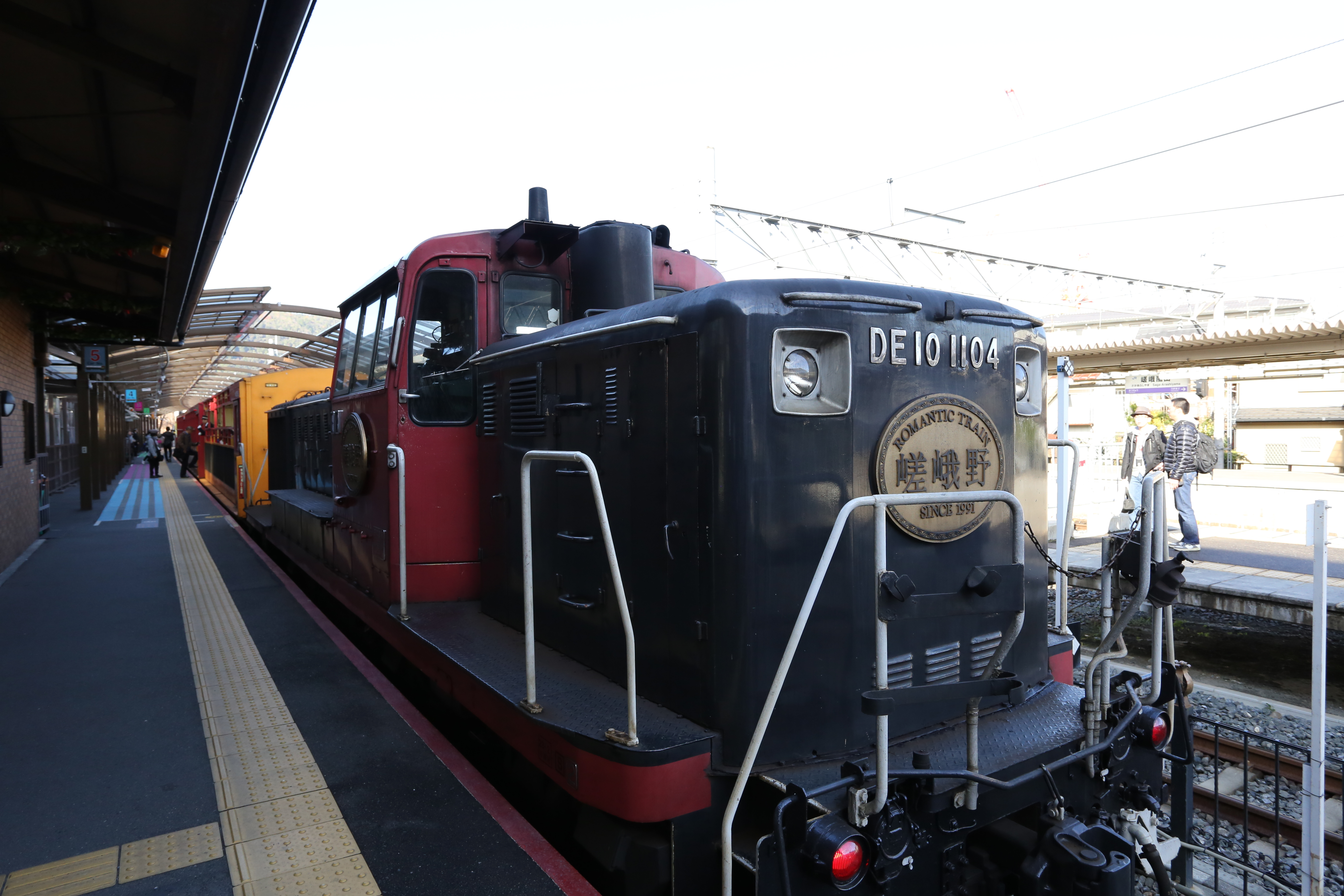
DE10形
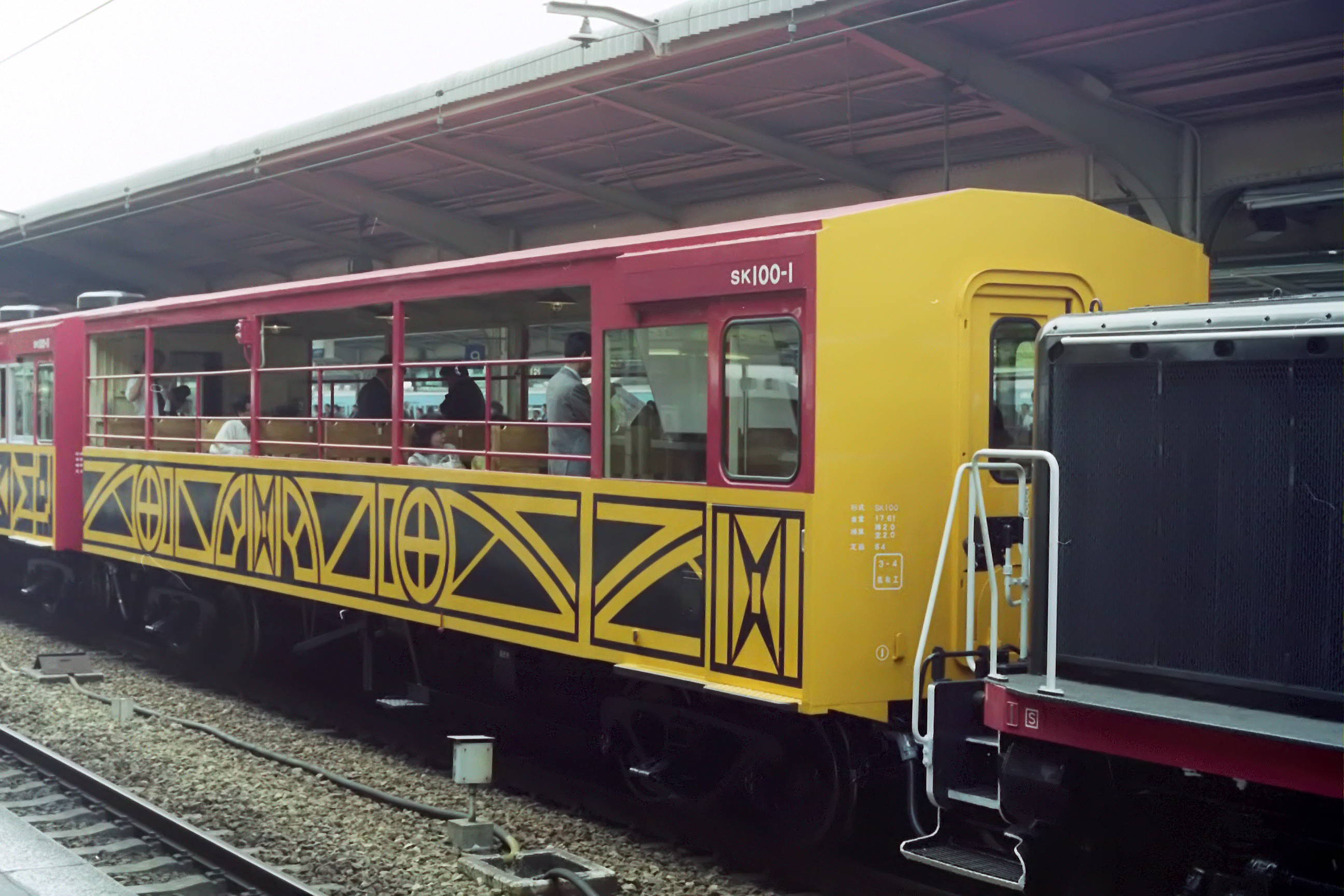
SK100形
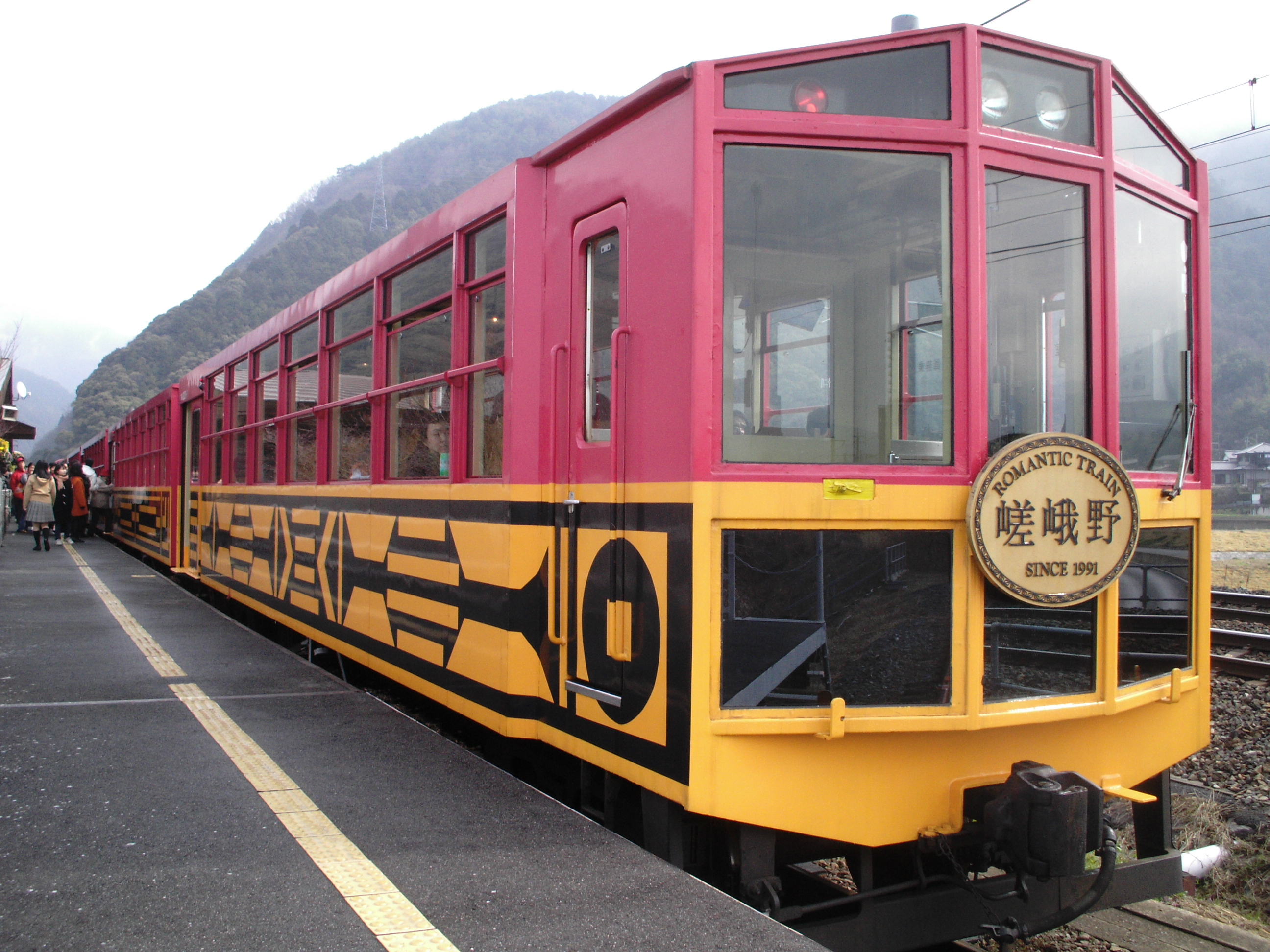
SK200形
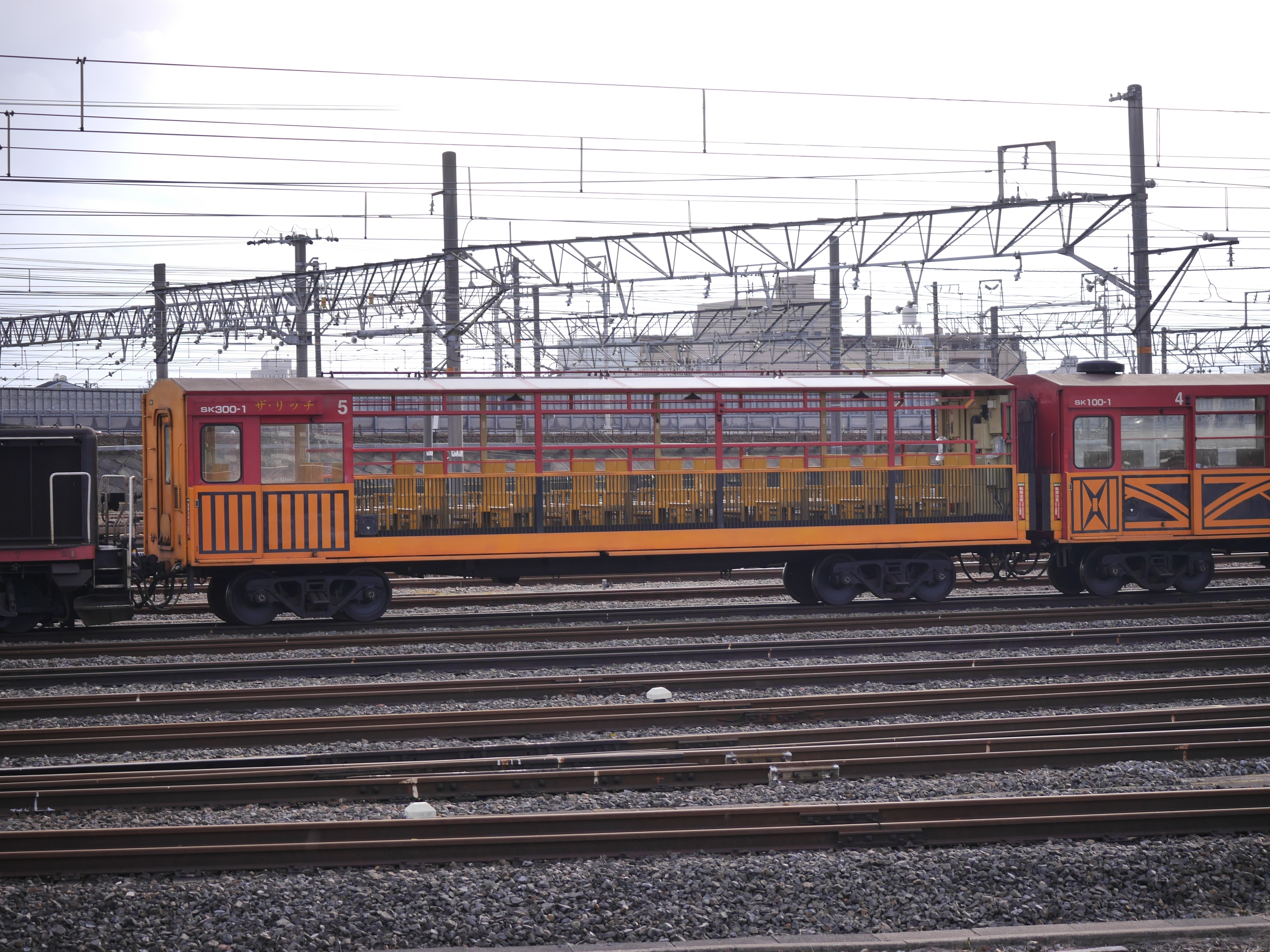
SK300形

## 19世紀ホール
2003年（平成15年）4月にトロッコ嵯峨駅に隣接して建設された19世紀ホールには、蒸気機関車に加え、歴史的ピアノ、大型オルガンなどの楽器が展示されている。蒸気機関車はC56形98号機、C58形48号機、若鷹号の4両が静態保存されているほか、D51形603号機の一部、C11形とC57形の動輪の実物を使ったオブジェがある。楽器はハプスブルク家の紋章が入ったベーゼンドルファー・インペリアルモデル、大型アーレンオルガンが展示されている。2004年（平成16年）から屋外に静態保存されていたD51形51号機は老朽化のため2019年（令和元年）12月で展示を終了し、解体されると報じられ、2020年に解体された。
|  |  |  |  |
|  |  |  |  |

## テレビ番組
- 日経スペシャル カンブリア宮殿 廃止された路線を"観光鉄道"へ...人が集まらない所に、人を集めろ！！（2012年5月3日、テレビ東京）- 嵯峨野観光鉄道 社長 長谷川一彦が出演[12]。

## 受賞
- 2011年 - 「嵯峨野トロッコ列車と保津川下りの自然や地域社会との『共生』を図りながらのおもてなし活動」で京都ブランドのイメージアップに貢献したとして「京都創造者大賞」を受賞[12][18]。

### 書籍
- 寺田裕一『ローカル私鉄車輌20年』JTBパブリッシング、2003年。ISBN 4-533-04512-X。
- 『歴史で巡る鉄道全路線 公営鉄道・私鉄』通巻4号「京福電気鉄道・叡山電鉄・嵯峨野観光鉄道・京都市交通局」（2013年3月・朝日新聞出版）
  - 「嵯峨野観光鉄道」 pp. 16-17

### 雑誌記事
- 『鉄道ピクトリアル』通巻544号（1991年6月・電気車研究会）
  - 嵯峨野観光鉄道（株）運輸課長 杉野弘幸「嵯峨野観光鉄道の概要」 pp. 68-72

### Web資料
- “第25期決算広告”. 官報. (2015年6月22日) {{cite news}}: |access-date=を指定する場合、|url=も指定してください。 (説明)CS1メンテナンス: 先頭の0を省略したymd形式の日付 (カテゴリ)⚠ 2015年10月29日閲覧
- “【京都 元気印】嵯峨野観光鉄道　トロッコ列車、訪日客人気で年100万人超”.  産経新聞 (2014年11月21日). 2015年10月29日閲覧。
- “企業情報”.   嵯峨野観光鉄道. 2019年6月26日閲覧。
- “会社案内” (pdf).   嵯峨野観光鉄道. 2018年2月11日閲覧。
- “19世紀ホール”.   嵯峨野観光鉄道. 2018年2月26日閲覧。
- “民鉄各社紹介”.  日本民営鉄道協会. 2018年2月26日閲覧。
- “嵯峨嵐山のD51、解体へ 屋外展示で老朽化、29日見納め 京都のトロッコ駅前”.  京都新聞 (2019年12月25日). 2019年12月25日時点のオリジナルよりアーカイブ。2019年12月31日閲覧。